# Pitkälampi (sjö i Norra Karelen)
Pitkälampi är en sjö i Finland. Den ligger i kommunen Kontiolax i landskapet Norra Karelen, i den sydöstra delen av landet, 400 km nordost om huvudstaden Helsingfors. Pitkälampi ligger 109,8 meter över havet. I omgivningarna runt Pitkälampi växer i huvudsak blandskog. Den är 15 meter djup. Arean är 1,89 kvadratkilometer och strandlinjen är 11,77 kilometer lång. Sjön  ingår i Vuoksens huvudavrinningsområde. 